# شهر (فیلم ۱۹۹۸)
«شهر» (انگلیسی: The City (1998 film)) یک فیلم است که در سال ۱۹۹۸ منتشر شد.